# Svatošské skály
Svatošské skály (německy Hans-Heiling-Felsen, Hans-Heiling) jsou Národní přírodní památka v okrese Karlovy Vary, vyhlášená v roce 1933. Důvodem ochrany jsou geomorfologicky ojedinělé žulové skalní tvary na levém břehu Ohře s fragmenty reliktních borů a s výskytem vzácných či ohrožených druhů rostlin a živočichů. Území národní přírodní památky je součástí Evropsky významné lokality Kaňon Ohře zahrnuté do soustavy Natura 2000. Péčí o území je pověřena správa CHKO Slavkovský les.

## Historie
Se skalním útvarem se pojí legenda o Hansovi Heilingovi a zkamenělém svatebním průvodu, kterou v roce 1811 poeticky zpracoval Theodor Körner a později ji převzali bratři Grimmové. Heinrich Marschner, jenž v roce 1823 pobýval v Karlových Varech na léčení, tuto českou legendu zpracoval ve své opeře Hans Heiling.
Hans Heiling, malebná skup. skal v údolí Ohře, mezi Loktem a Doubím (Aich), bájemi opředená.
Masarykův slovník naučný 1927, s. 64
První vyhlášení chráněného území se uskutečnilo Výnosem ministerstva školství a národní osvěty v roce 1933 pod názvem „Údolí Ohře při skále Hans Heiling“ (Hans Heiling – v češtině Jan Svatoš). Teprve vyhláškou Ministerstva životního prostředí z 11. června 2007 byl původní název zrušen, i když v té době se již v odborné literatuře běžně používal, a někde dosud používá název Národní přírodní památka Jan Svatoš.

## Popis oblasti
Území se nachází přibližně dva kilometry jižně od Doubí, městské části Karlových Varů, na levém břehu Ohře, na severním okraji CHKO Slavkovský les.

## Přírodní poměry
Skalní útvary ve vysokém skalním břehu vzniklý v žulovém masívu působením řeky Ohře. Tvoří je množstvím skalních pilířů, hranolů a jehlanů. Pozoruhodné skalní útvary byly vytvořeny postupným zvětráváním a odnosem žulových bloků, činností řeky i erozivním působením mrazu. Charakteristická je bloková odlučnost žuly podle navzájem kolmých směrů. Okraj území tvoří řada menších skalních těles a žulových sutí. 
Dendrologický průzkum prokázal běžné druhy dřevin, borovici lesní a vejmutovku, smrk ztepilý a pichlavý, buk lesní, břízu bělokorou, olši lepkavou a další. Z bylin roste v lokalitě např. řebříček obecný a bertrám, šťovík menší, bršlice kozí noha, pcháč zelinný, děhel lesní, věsenka nachová, jestřábník hladký a další. Na exponovaných stráních se vyskytuje vřesovec pleťový (Erica carnea), vzácně třezalka rozprostřená (Hypericum humifusum), ve stinných roklích sasanka pryskyřníkovitá (Anemone ranunculoides) a lýkovec jedovatý (Daphne mezereum). Oblast je hnízdištěm výra velkého.
Vegetační pokryv skalního města je pravidelně odlesňován, převážně z estetických důvodů.

## Pověsti, inspirace a současnost

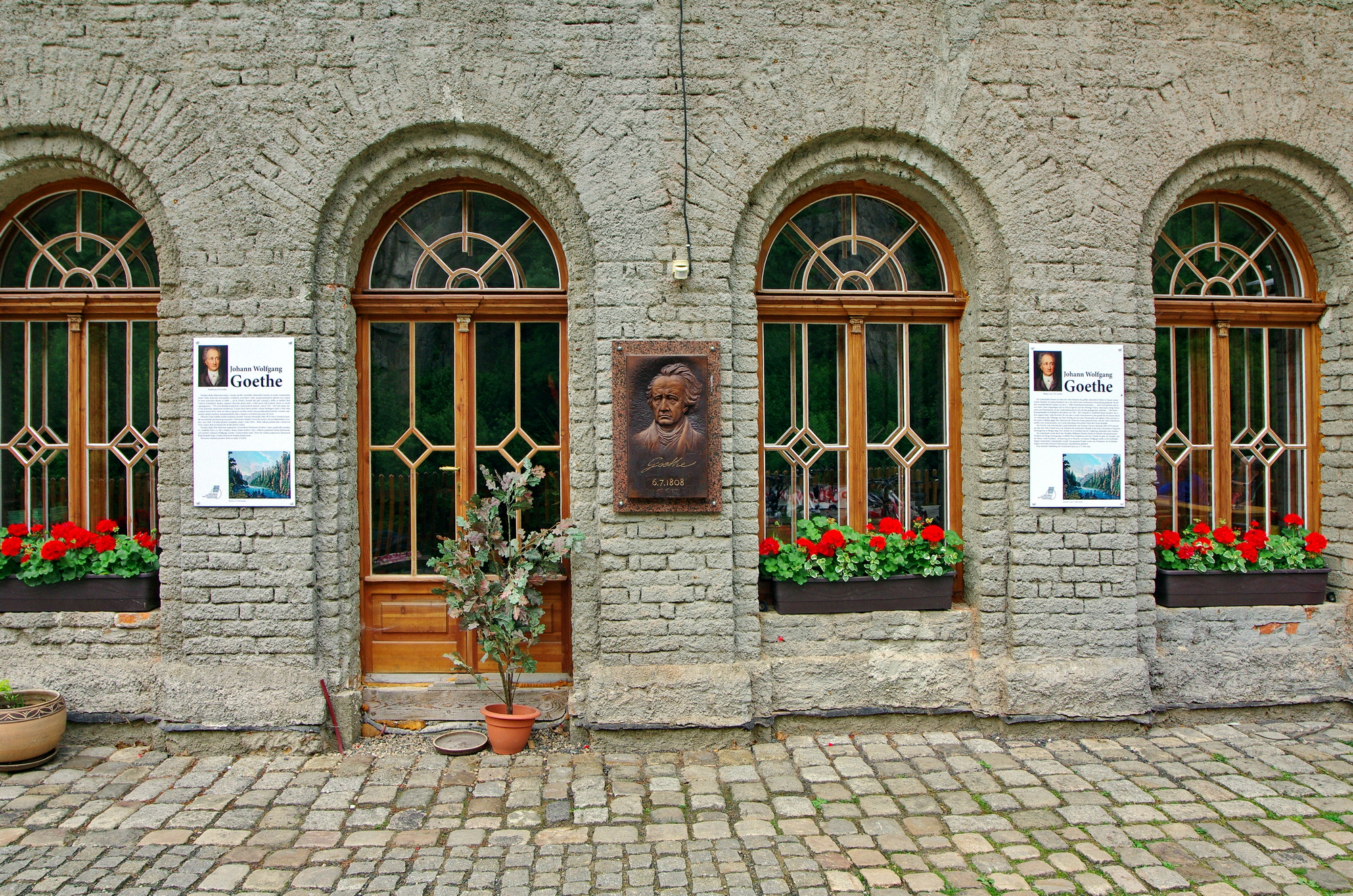
Goethe – pamětní deska umístěná na hostinci Jan Svatoš

Skály jsou pojmenovány podle Jana Svatoše, se kterým je spojeno několik lidových pověstí. Jedna z nich vypráví, že u "skalního útvaru" se jedna o svatební průvod, který nechal ďáblem zkamenět Jan Svatoš (Hans Heiling), protože si krásná Eliška, o níž se ucházel, chtěla vzít jiného. Známější pověst vypráví o tom, že se jedná o svatební průvod Jana Svatoše, který nechala změnit v kámen vodní víla z Ohře, protože Svatoš porušil svůj slib, že se nikdy neožení. Ten slib jí dal Jan Svatoš za protislužbu, že ho víla zasvětí do černé magie. Zamiloval se však do pozemské dívky a mělo dojít ke svatbě. Nedodržení jeho slibu odnesli spolu s ním ve svatební den i ostatní svatebčané, a všichni kletbou víly do jednoho zkameněli.
Překlad textu na pohlednici:

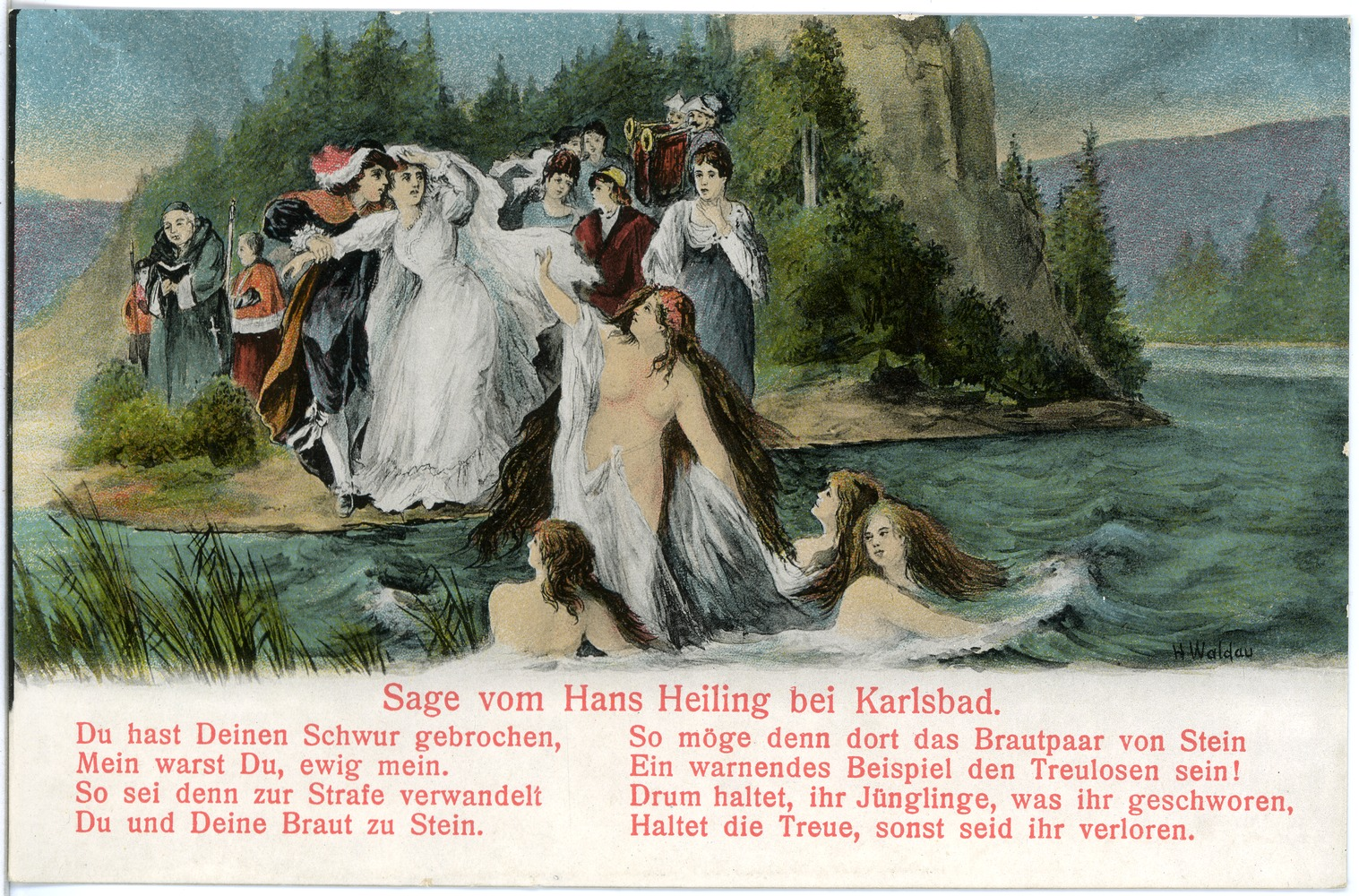
Pohlednice s vyobrazením pověsti

Porušil jsi svůj slib, být navždy můj. Jako trest pro tebe a tvou nevěsta bude, že zkameníte.

Buďte varovným příkladem pro nevěřící!

Proto vy, mladí muži, dodržujte, co jste přísahali, zachovejte svou věrnost, jinak budete ztraceni.
Až padesátimetrové žulové bloky skal tak mají svá jména: Kapucín, Nevěsta, Ženich, Páter, Muzikanti, Tchyně, Tchán, Svědkové a Zámek. Místo inspirovalo mnoho významných osobností, mimo jiné i zakladatele psychoanalýzy Sigmunda Freuda. Tomu se o Svatošských skalách zdál sen, který popsal v pojednání Sen o Svatošských skalách.
Mezi umělce, které toto místo inspirovalo, se řadí také J. W. Goethe. Ten při svých léčebných pobytech v Karlových Varech v letech 1785–1823 toto místo, které mu učarovalo, opakovaně navštívil. Stará lidová pověst o Hansi Heilingovi, který s říční vílou vyměnil vlastní život i život své milé za tajemství černého umění, byla pravděpodobně jedním z mnoha inspiračních zdrojů Goethova monumentálního díla o Faustovi, na kterém pracoval celý život. Jedné z návštěv Goetha, kterou popsal ve svém cestovním deníku 6. července 1808, je věnována pamětní deska, umístěná na hostinci „Jan Svatoš“ na opačném břehu Ohře. Slavnostní odhalení pamětní desky se uskutečnilo 27. září 2014. Pamětní deska byla zhotovena nejdeckým výtvarníkem Heřmanem Koubou v rámci projektu „Obnova pamětních desek připomínajících návštěvy Johanna Wolfganga Goetha v Karlovarském kraji“.
Další osobností, která pravidelně navštěvovala Svatošské skály byl i Vilém Mrštík. Ve své básni Ohře, opěvuje nádheru zdejšího kraje, místní přírody a zmiňuje se i o Svatošovi.
Svatošské skály jsou hojně navštěvovány turisty a vodáky, nabízejí i podmínky pro horolezectví. Horolezectví je regulováno dostačujícími pravidly. Skalní město leží na cyklostezce z Karlových Varů do Lokte, po které prochází páteřní cyklotrasa č. 204, v roce 2010 nově přečíslovaná jako č. 6 cyklostezka Ohře. Lokalita je přístupná pro pěší, cykloturisty a vodáky. Turisticky značené stezky vycházejí z Lokte, Doubí (modrá) a Cihelen (žlutá). Národní přírodní památkou prochází naučná stezka Doubí – Svatošské skály.